# Taboo
Taboo és una sèrie de televisió britànica de gènere dramàtic produïda per Scott Free London i Hardy Son & Baker per a la BBC One i FX Networks. La sèrie es va estrenar al canal BBC One del Regne Unit el 7 de gener de 2017, i en va seguir una estrena al canal estatunidenc FX Networks el 10 de gener de 2017. A Espanya es va emetre pel canal HBO.
La sèrie està creada per Steven Cavaller, Tom Hardy i el seu pare, Edward "Chips" Hardy i basada en una història escrita pel mateix Tom Hardy. La direcció ha estat compartida per Kristoffer Nyholm i Anders Engström, els quals van dirigir anteriorment la danesa The Killing (Forbrydelsen) i la sueca Jordskott respectivament. Tota la música ha estam composta per Max Richter.

## Argument
El 1814 l'aventurer James Keziah Delaney es presenta, després de deu anys de donar-lo per mort a l'Àfrica i amb catorze diamants robats a la butxaca, a l'enterrament del seu pare mort en circumstàncies obscures. James hereta la finca familiar juntament amb la propietat d'uns terrenys a la badia de Nutka, a la costa oest del Canadà. Aquest territori donaria l'oportunitat estratègica per comerciar amb l'est a través del Pacífic. Aviat ha de tractar amb els seus dimonis, amb el misteriós passat del seu pare, i amb la poderosa Companyia Britànica de les Índies Orientals i la corona britànica, les quals volen fer-se per qualsevol mitjà amb la possessió de Nutka.

## Repartiment

### Principal
- Tom Hardy com James Keziah Delaney.

James torna a Londres el 1814, després de 10 anys a Àfrica, per al funeral del seu pare Horace Delaney, embolicat de misteri i precedit per rumors salvatges. Un Londres que viu a l'època de Període Regència, que malgrat ser una època liberal, les classes baixes són assotades pels rics, la corrupció està en auge, arribant des de la burgesia fins a la Corona. Però per a Delaney, la part que li interessa és l'avenç de l'imperialisme davant dels nadius de l'Illa de Nootka, a la qual plantarà cara dirigint la seva pròpia companyia, la Delaney Nootka Company.
James és un Londinenc burgès ex Caporal de la Companyia Britànica de les Índies Orientals, aventurer, enigmàtic i misteriós, amb un fanatisme per la violència i la rebel·lia. Durant la seva formació a la Companyia, James va demostrar ser un destacat cadet, expert en tota mena d'armes, lluites i supervivència. James és un home d'aproximadament trenta anys d'edat, amb una figura proporcionada, un rostre amb cicatrius i ulls blaus. James té diversos tatuatges tribals a tot el seu cos, realitzats a la seva estada a l'Àfrica.
- Leo Bill com Benjamin Wilton, agent de la Companyia Britànica de les Índies Orientals.
- Jessie Buckley com Lorna Bow, actriu i vídua d'Horace Delaney.
- Oona Chaplin com Zilpha Geary, esposa de Thorne Geary i germanastra de James Delaney.
- Mark Gatiss com el Príncep Regent (posteriorment Jordi IV del Regne Unit).
- Stephen Graham com Atticus, informant de Delaney.
- Jefferson Sala com Thorne Geary, marit de Zilpha Geary i cunyat de James Delaney.
- David Hayman com Brace, criat lleial d'Horace Delaney.
- Ed Hogg com Michael Godfrey, secretari de la Companyia Britànica de les Índies Orientals.
- Michael Kelly com Edgar Dumbarton, metge de l'hospital St Bartholomew de Londres.
- Jonathan Pryce com Sir Stuart Strange, president de la Companyia Britànica de les Índies Orientals.
- Jason Watkins com Solomon Coop, secretari privat del Príncep Regent.
- Nicholas Woodeson com Robert Thoyt, advocat de James Delaney.

## Episodis

### Temporada 1
| Núm. d'història | Episodi | Títol       | Director/a        | Guionistes                           | Data d'estrena al Regne Unit |  |
| --------------- | ------- | ----------- | ----------------- | ------------------------------------ | ---------------------------- |  |
| 1               | 1       | "Episode 1" | Kristoffer Nyholm | Steven Knight                        | 7 de gener de 2017           |  |
|                 |         |             |                   |                                      |                              |  |
| 2               | 2       | "Episode 2" | Kristoffer Nyholm | Steven Knight                        | 14 de gener de 2017          |  |
|                 |         |             |                   |                                      |                              |  |
| 3               | 3       | "Episode 3" | Kristoffer Nyholm | Steven Knight                        | 21 de gener de 2017          |  |
|                 |         |             |                   |                                      |                              |  |
| 4               | 4       | "Episode 4" | Kristoffer Nyholm | Steven Knight i Emily Ballou         | 28 de gener de 2017          |  |
|                 |         |             |                   |                                      |                              |  |
| 5               | 5       | "Episode 5" | Anders Engström   | Steven Knight and Ben Hervey         | 4 de febrer de 2017          |  |
|                 |         |             |                   |                                      |                              |  |
| 6               | 6       | "Episode 6" | Anders Engström   | Edward "Chips" Hardy i Steven Knight | 11 de febrer de 2017         |  |
|                 |         |             |                   |                                      |                              |  |
| 7               | 7       | "Episode 7" | Anders Engström   | Steven Knight                        | 18 de febrer de 2017         |  |
|                 |         |             |                   |                                      |                              |  |
| 8               | 8       | "Episode 8" | Anders Engström   | Steven Knight                        | 25 de febrer de 2017         |  |
|                 |         |             |                   |                                      |                              |  |

## Localització
Aquesta història de ficció ambientada el 1814, porta l'espectador a l'Anglaterra més fosca del segle xix, en un món on la totpoderosa Companyia Britànica de les Índies Orientals controlava el negoci privat més rendible de l'Imperi Britànic. La localització és una part important de la història que explica la sèrie i aquesta ha estat filmada en diverses mansions i edificis històrics de la rodalia de Londres.

## Controvèrsia històrica
Alguns historiadors han mostrat preocupació perquè la Companyia Britànica de les Índies Orientals ha estat retratada d'una forma poc curosa. També ha rebut alguna crítica des de l'estat espanyol per obviar la presència que tenia la Monarquia hispànica al territori de Nutka per les convencions de Nutka amb el Regne de la Gran Bretanya. Malgrat això, la sèrie ha rebut molt bones crítiques, especialment per l'actuació de Tom Hardy en el paper de James Delaney.

## Emissió
Taboo ha estat premiada als Estats Units en FX el 10 de gener de 2017, on va arribar als 3.43 milions d'espectadors; el premiere també va arribar als 1.63 milions d'adults en la categoria 18-49, el qual era un rècord per l'empresa de cable.

## Premis i nominacions
| Any  | Premi                                   | Categoria                                                 | Obra | Resultat  |
| ---- | --------------------------------------- | --------------------------------------------------------- | --- | --------- |
| 2017 | Premis Emmy                             | Composició Musical per a sèrie de televisió               | Max Richter | Nominat   |
| 2017 | Premis Emmy                             | Efectes visuals especials destacats en un paper secundari | Henry Badgett, Tracy McCreary, Angela Barson, Lucy Ainsworth-Taylor, Nic Birmingham, Simon Rowe, Alexander Kirichenko, Finlay Duncan, Colin Gorry | Nominat   |
| 2018 | Premis Satellite                        | Millor sèrie dramàtica                                    | Taboo | Nominat   |
| 2018 | Premis Satellite                        | Millor actor de sèrie dramàtica                           | Tom Hardy | Nominat   |
| 2018 | Premis Visual Effects Society           | Suport d'efectes visuals en un episodi fotogràfic         | Henry Badgett, Tracy McCreary, Nic Birmingham, Simon Rowe, Colin Gorry per l'episodi pilot                                                        | Nominat   |
| 2018 | British Academy Television Craft Awards | Millor disseny de vestuari                                | Joanna Eatwell | Nominat   |
| 2018 | British Academy Television Craft Awards | Millor disseny de maquillatge i perruqueria               | Jan Archivald, Erika Ökvist, Audrey Doyle | Guanyador |
| 2018 | British Academy Television Craft Awards | Millor música original                                    | Max Richter | Nominat   |
| 2018 | British Academy Television Craft Awards | Millor fotografia: Ficció                                 | Mark Patten | Nominat   |
| 2018 | British Academy Television Craft Awards | Millor efectes especials, visuals i gràfics               | Adam Glasman, Rob Pizzey | Nominat   |
| 2018 | British Academy Television Craft Awards | Millor so: Ficció                                         | Sound Team | Nominat   |